# Douglas MacArthur

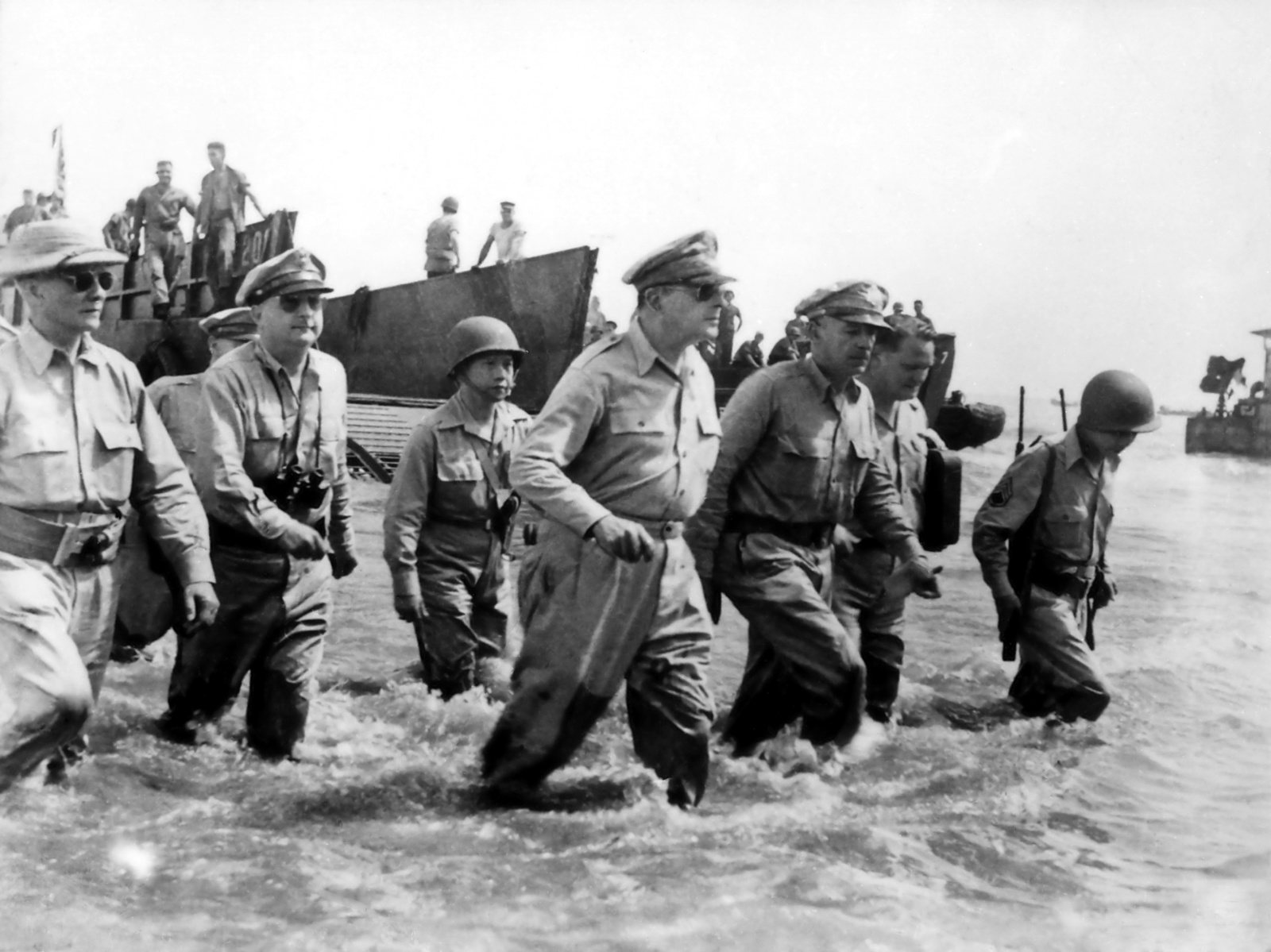
„Wróciłem!” – Douglas McArthur (w centrum, w ciemnych okularach), 20 października 1944 podczas lądowania na Leyte na Filipinach. Pierwszy z lewej, w korkowym hełmie – prezydent Filipin Sergio Osmena

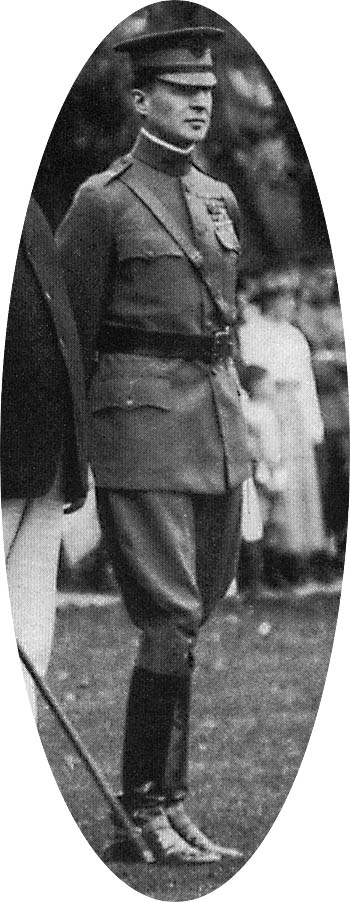
W okresie dowodzenia West Point

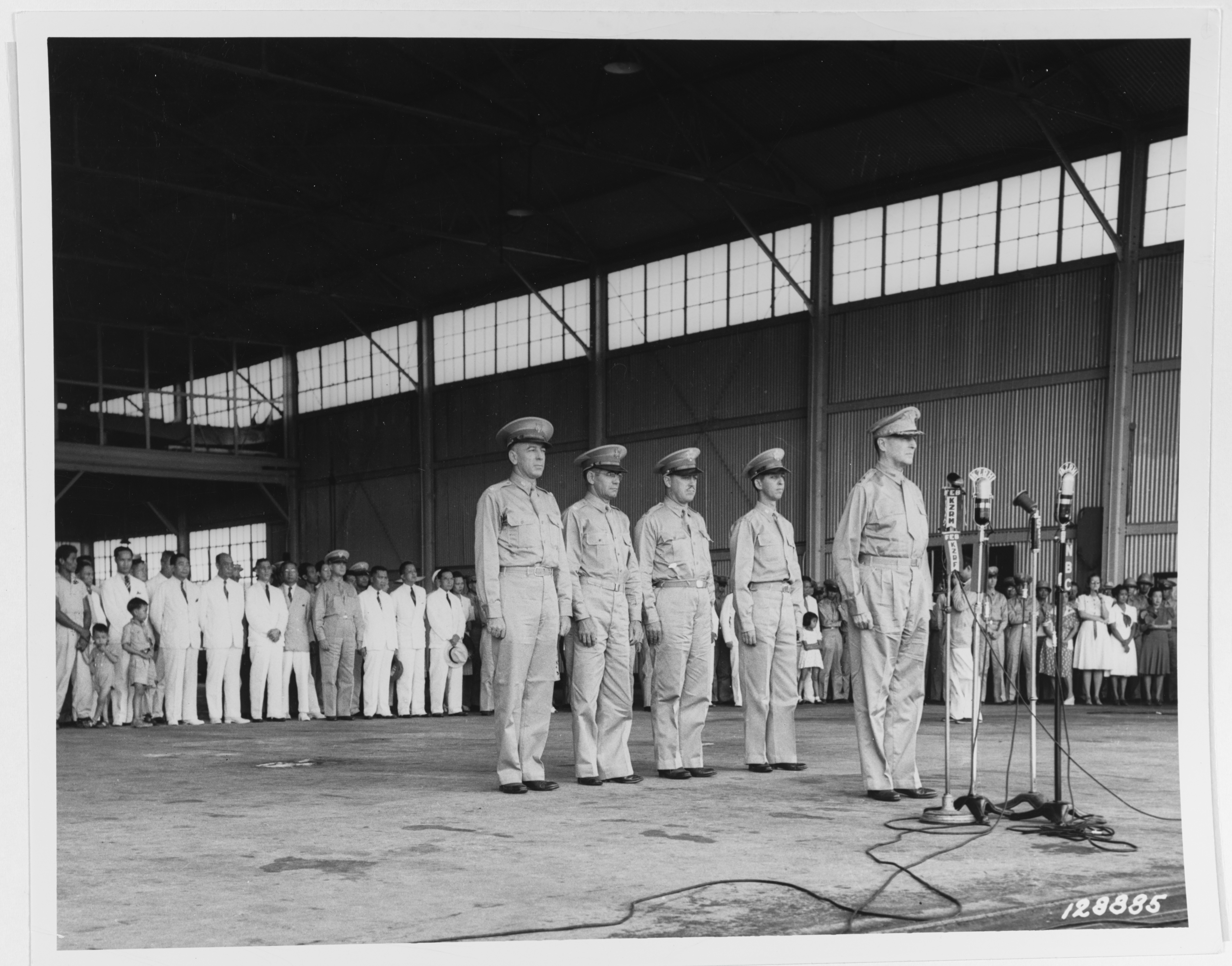
Na Filipinach w sierpniu 1941

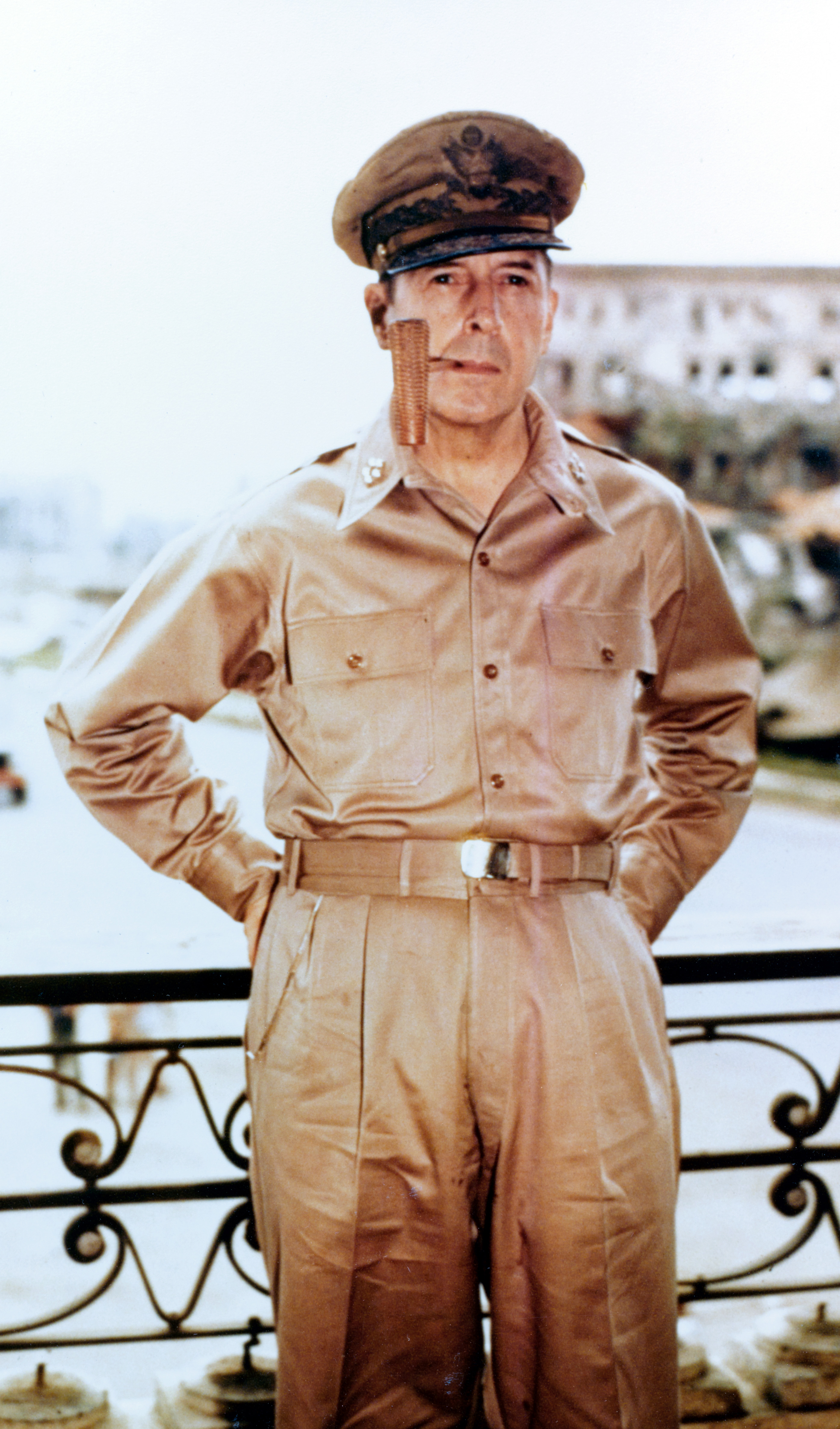
Gen. Douglas MacArthur ze swoją słynną fajką i w charakterystycznej pozie z dłońmi opartymi na biodrach, Filipiny, 2 sierpnia 1945

Douglas George MacArthur (ur. 26 stycznia 1880 w Little Rock, zm. 5 kwietnia 1964 w Waszyngtonie) – amerykański generał armii, dowódca armii alianckich na południowo-zachodnim teatrze działań na Pacyfiku podczas II wojny światowej i dowódca sił ONZ w Korei. Uhonorowany najwyższym odznaczeniem wojskowym w Stanach Zjednoczonych – Medalem Honoru. Był jednym z pięciu amerykańskich oficerów, którzy osiągnęli stopień generała armii (ang. General of the Army, odpowiednik marszałka). Wyższy stopień wojskowy otrzymali jedynie John Pershing i pośmiertnie George Washington.

## Życiorys
Wywodził się ze starej szkockiej rodziny, którą niektórzy wyprowadzali od celtyckich królów. Jej pierwotne nazwisko brzmiało MacArtair. Był trzecim, najmłodszym synem (bracia Arthur i Malcolm) generała i bohatera wojny secesyjnej po stronie Unii Arthura MacArthura juniora i Mary „Pinkney” Hardy MacArthur z Norfolk w Wirginii (wraz z braćmi zagorzałej stronniczki Konfederacji), i wnukiem Arthura MacArthura seniora – szkockiego prawnika i polityka z Glasgow – emigranta do USA. Zarówno ojciec i matka byli silnymi indywidualnościami, co nie pozostało bez wpływu na kształtowanie osobowości ich syna. W domu rodzinnym został mu wpojony szacunek dla tradycyjnych wartości i prawa, zaś wychowanie w garnizonach sprawiło, że wcześnie nabył umiejętność jazdy konnej i strzelania.
W 1893 wstąpił do West Texas Military Academy (odpowiednik szkoły kadetów, prowadzony przez cywilną instytucję prywatną), którą ukończył ze złotym medalem. W 1898 zdał egzaminy do akademii oficerskiej wojsk lądowych (US Academy) w West Point. 11 czerwca 1903 ukończył tę uczelnię z pierwszą lokatą (z jednym z najlepszych wyników w historii – 98,14%) i jako podporucznik otrzymał przydział do wojsk inżynieryjnych. Jego pierwszym posterunkiem były Filipiny, gdzie oddziały amerykańskie toczyły walki w dżungli z lokalnymi desperados oraz partyzantką i gdzie gubernatorem wojskowym był wówczas jego ojciec. W latach 1905–1906 w charakterze adiutanta towarzyszył ojcu w podróży po Dalekim Wschodzie, w trakcie której zapoznał się ze stanem sił zbrojnych 11 krajów i obserwował najnowsze metody prowadzenia działań w trakcie wojny rosyjsko-japońskiej (1904–1905).

### Początki kariery
W 1907 został adiutantem prezydenta Theodore’a Roosevelta. Mimo niedostatków umiejętności wojskowych, spowodowanych pełnieniem obowiązków adiutanta, w 1911 został awansowany do stopnia kapitana. W 1912 otrzymał przydział do Akademii Sztabu w Fort Leavenworth, a następnie do Departamentu Wojny w Waszyngtonie. W 1914 wziął udział w ekspedycji wojsk USA do Veracruz w Meksyku.
W 1915 awansował do stopnia majora i został pierwszym w dziejach rzecznikiem prasowym armii, odnosząc na tym stanowisku niekwestionowany sukces. W ramach prac w Departamencie Wojny odpowiadał również za integrację z siłami zbrojnymi jednostek Gwardii Narodowej, podległej w czasie pokoju władzom stanowym. Stworzył z istniejących jednostek czynnych Gwardii 42 dywizje piechoty, dzięki czemu stan liczebny armii USA zwiększył się ze 127 tysięcy (1917) do 3 mln 185 tysięcy (listopad 1918). Jego wysiłki zostały docenione i szybko awansował, zostając pułkownikiem i dowódcą 84 Brygady Piechoty w 42 Dywizji Piechoty w Amerykańskim Korpusie Ekspedycyjnym w Europie, pod dowództwem gen. Johna Pershinga. Uczestniczył w I wojnie światowej na froncie zachodnim. W wieku 38 lat został najmłodszym generałem (brygadierem) i dowódcą dywizji w amerykańskiej armii. Po zakończeniu wojny został mianowany komendantem West Point, wprowadzając tam po raz pierwszy cywilnych nauczycieli i usiłując nieco rozluźnić wszechobecny dryl.

### Filipiny
W 1922 został dowódcą amerykańskich oddziałów w Manili na Filipinach. Dzisiaj uważa się, że była to swego rodzaju banicja spowodowana odwetem gen. Pershinga za małżeństwo MacArthura z pełną temperamentu Louise C. Brooks, którą był również zainteresowany Pershing.
W 1930 MacArthur powrócił do Stanów, gdzie w latach 1930–1935 był szefem sztabu sił lądowych. W okresie tym, bardzo trudnym dla trapionej wielkim kryzysem armii USA, bezustannie, ale bezskutecznie optował za zwiększaniem z roku na rok obcinanych wydatków na armię (w 1934 było to zaledwie 277 mln dolarów). W okresie tym jedyną „bitwą” jaką stoczył było rozpędzenie 28 lipca 1932 koczujących w Waszyngtonie weteranów wojennych domagających się zwiększenia rent. W październiku 1932 odwiedził Polskę, gdzie spotkał się z marsz. Piłsudskim.
W 1935, na prośbę prezydenta Manuela Quezona, został oddelegowany do dowodzenia siłami zbrojnymi Filipin, gdzie w 1936 r. otrzymał stopień filipińskiego feldmarszałka. Od wybuchu wojny na Pacyfiku dowodził siłami broniącymi Filipin. Pomimo, że dał się zaskoczyć japońskim atakiem, tracąc w ciągu pierwszych dni niemal całe lotnictwo, był w stanie zorganizować trwającą ponad dwa miesiące regularną obronę wysp. Nie zdołał jednak powstrzymać japońskiej ofensywy, musiał opuścić Filipiny i ewakuować się do Australii. Uczynił to na osobisty rozkaz prezydenta USA, wcześniej odmawiając opuszczenia wysp na polecenie szefa sztabu US Army gen. Marshalla.
11 marca 1942, wraz z żoną i synem, wsiadł na pokład kutra torpedowego PT-41 i z Corregidoru dotarł na Mindanao, a stamtąd samolotem B-17 do Australii (17 marca). Po przylocie do Australii generał wypowiedział słynne słowa: „Wrócę” (I shall return). Poczucie winy z powodu opuszczenia walczących żołnierzy, z których 10 tysięcy zostało po kapitulacji Bataanu zamordowanych przez Japończyków, towarzyszyło mu do końca życia. Przez propagandę przeciwników został wtedy nazwany tchórzem, i, aby odeprzeć te ataki, Kongres przyznał mu upragniony Medal Honoru. Nie bez znaczenia w wydaniu decyzji o jego ewakuacji był fakt, że amerykańskie dowództwo nie chciało dopuścić do sytuacji zagrażającej możliwością wzięcia do japońskiej niewoli tak wysokiego dowódcy amerykańskiego.
W latach 1942–1945 był dowódcą wszystkich sił alianckich na obszarze południowo-zachodniego Pacyfiku. W czasie pełnienia tej funkcji MacArthur uczynił wszystko, aby dotrzymać obietnicy złożonej po opuszczeniu Filipin. Najpierw jako dowódca obrony Australii bronił Nowej Gwinei, łamiąc japońską ofensywę na Port Moresby. Następnie, wraz ze wzrostem przewagi USA w wojnie, przeszedł do ofensywy, przeprowadzając ogółem 46 pomyślnych desantów w ramach taktyki „żabich skoków” – systematycznego wypierania (lub izolowania) Japończyków z wysp południowo-zachodniego Pacyfiku, nieustannie zmierzając w stronę Japonii.
Pomimo sprzeciwu dowódcy floty, admirała Nimitza, który uważał, że Filipiny można spokojnie ominąć w drodze ku Japonii i unikając zbędnych strat uderzyć na nią najkrótszą drogą – przez Tajwan, na konferencji na Hawajach w lipcu 1944 udało mu się przeforsować decyzję o ataku na Filipiny, argumentując, że pozostawienie ich Japończykom nadszarpnęłoby prestiż Stanów Zjednoczonych w oczach narodów Dalekiego Wschodu na długie lata.
20 października 1944 r. MacArthur wraz z przebywającym na wygnaniu prezydentem Filipin Sergio Osmena i grupą oficerów wyszedł na plażę w zatoce Leyte. Wypowiedział wówczas słynne słowa: „Narodzie filipiński, wróciłem!”, realizując tym samym obietnicę sprzed dwóch lat. Dziś wydarzenie to upamiętnia okolicznościowy pomnik stylizowany na tę scenę.

### Japonia

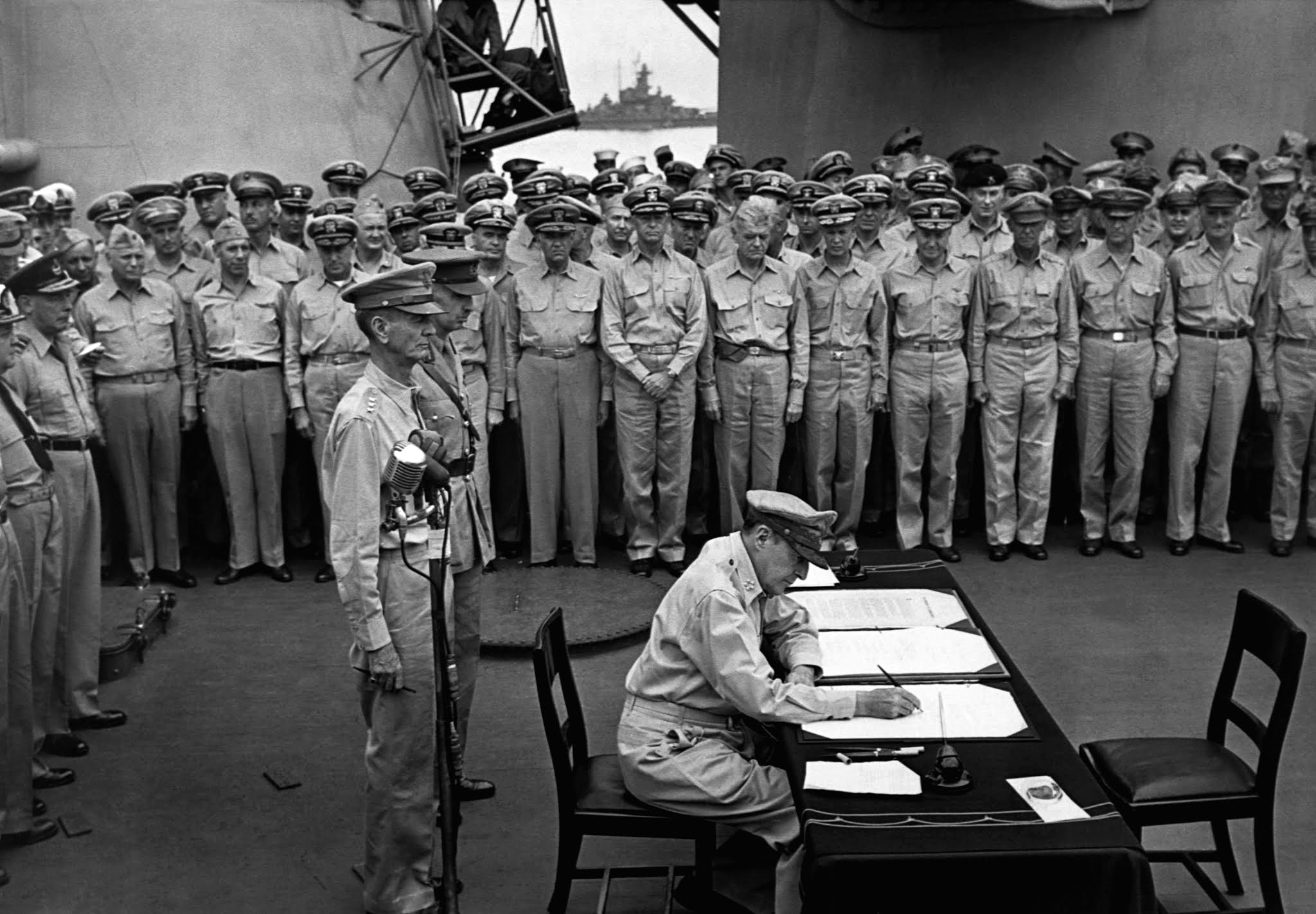
MacArthur podpisujący w imieniu sprzymierzonych akt bezwarunkowej kapitulacji Japonii

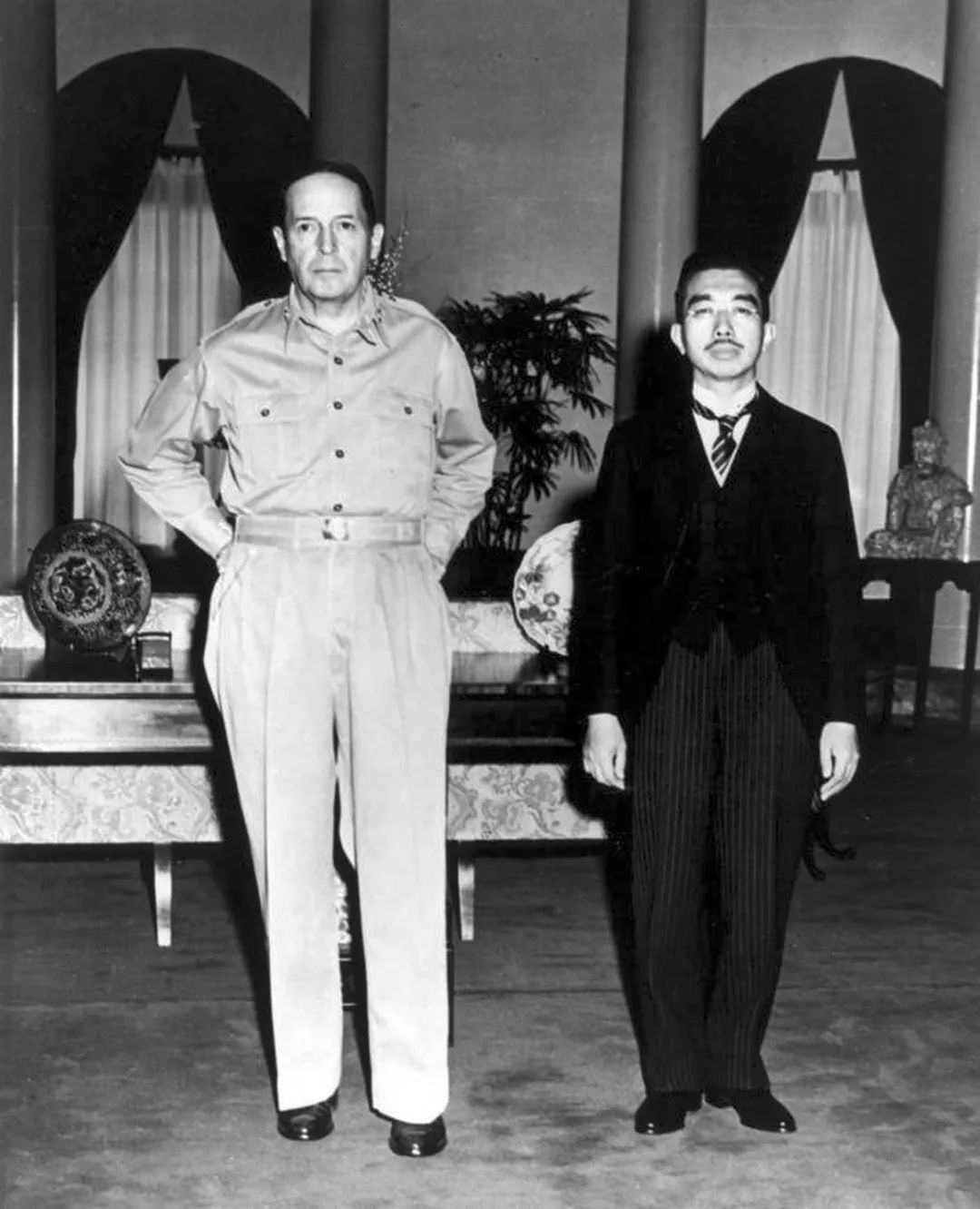
Z cesarzem Hirohito

W kwietniu 1945 r. został mianowany dowódcą sił zbrojnych na Pacyfiku (AFPAC – Army Forces in the Pacific, składających się tylko z wojsk amerykańskich obecnych w regionie Pacyfiku) z głównym zadaniem przygotowania i dokonania inwazji na Japonię właściwą. Był już wtedy, od 18 grudnia 1944, pięciogwiazdkowym generałem (General of the Army) i podlegały mu wszystkie amerykańskie siły lądowe i powietrzne (20. Armia Lotnicza) w Azji.
Gdy po krwawych walkach o Okinawę zakończonych 1 lipca 1945, przygotowywał się do planowanego na listopad 1945 lądowania na Kiusiu, dwa amerykańskie nuklearne naloty na Hiroszimę i Nagasaki zakończyły w sierpniu wojnę z Japonią. 2 września tego roku, jako naczelny wódz państw sprzymierzonych – upoważniony do tego oprócz Trumana przez premiera Winstona Churchilla, Józefa Stalina i Czang Kaj-szeka – przyjął na pokładzie pancernika Missouri bezwarunkową kapitulację Japonii, kończącą ostatecznie II wojnę światową.
14 sierpnia 1945 MacArthur z polecenia prezydenta Trumana został głównodowodzącym sojuszniczych wojsk okupacyjnych w Japonii (Supreme Commander of the Allied Powers). Otrzymał tym samym niemal absolutną władzę nad 70 milionami mieszkańców okupowanego kraju z cesarzem włącznie. Chociaż rząd japoński wciąż formalnie funkcjonował i ustanowiono w Tokio tzw. Radę Sojuszniczą (USA, ZSRR, Wspólnota Brytyjska, Chiny), decyzje tych organów nie były dla generała wiążące. Rządził za pomocą dekretów, które podpisywał we własnym imieniu, a nie rządu Stanów Zjednoczonych. Zagraniczni dyplomaci w Japonii akredytowani byli przy nim, a nie przy cesarzu. Miał prawo rozwiązywać parlament, delegalizować partie polityczne, zwalniać urzędników. Nie zamierzał jednak i nie uczynił ze swoich szerokich prerogatyw niczego, co mogłoby przekształcić Japonię w zniewoloną kolonię, a jego samego w dyktatora podbitej krainy. Miał wizję przekształcenia Japonii w kraj demokratyczny ze społeczeństwem obywatelskim, funkcjonującym na Dalekim Wschodzie jako pełnoprawny podmiot polityki światowej.
Pod jego zarządem w latach 1945–1951 przeprowadzono szeroki proces demilitaryzacji i demokratyzacji państwa i społeczeństwa japońskiego. Przywrócono zlikwidowane podczas reżimu militarystów podstawowe swobody obywatelskie (w tym również kobietom), zlikwidowano tajną policję polityczną Kempeitai, rozwiązano organizacje nacjonalistyczne, zniesiono cenzurę, wytoczono w Tokio proces czołowym japońskim zbrodniarzom wojennym. Reforma rolna z 1946 uczyniła 4,6 mln chłopów japońskich właścicielami ziemi. MacArthur nie dopuścił do wywozu z Japonii jakichkolwiek instalacji przemysłowych w ramach reparacji wojennych. Przeciwnie, w latach 1946–1951 wyjednał dla Japonii 2,5 mld dolarów pożyczek, które pomogły dźwignąć się zrujnowanemu gospodarczo krajowi. 6 listopada 1946 nadał Japonii konstytucję, napisaną w jego sztabie. Niemniej istotnym wkładem MacArthura w powojenny kształt Japonii i postawę silnie związanych z tradycją jej mieszkańców było traktowanie przez niego cesarza Hirohito, którego skazania lub co najmniej abdykacji domagały się Chiny, ZSRR i przeważająca część obywateli USA. MacArthur uznał, że cesarz nie ponosi odpowiedzialności za wybuch wojny, że był więźniem rządzącej kliki militarystów i że powinien odegrać swoistą rolę „zakładnika demokracji”.

### Korea

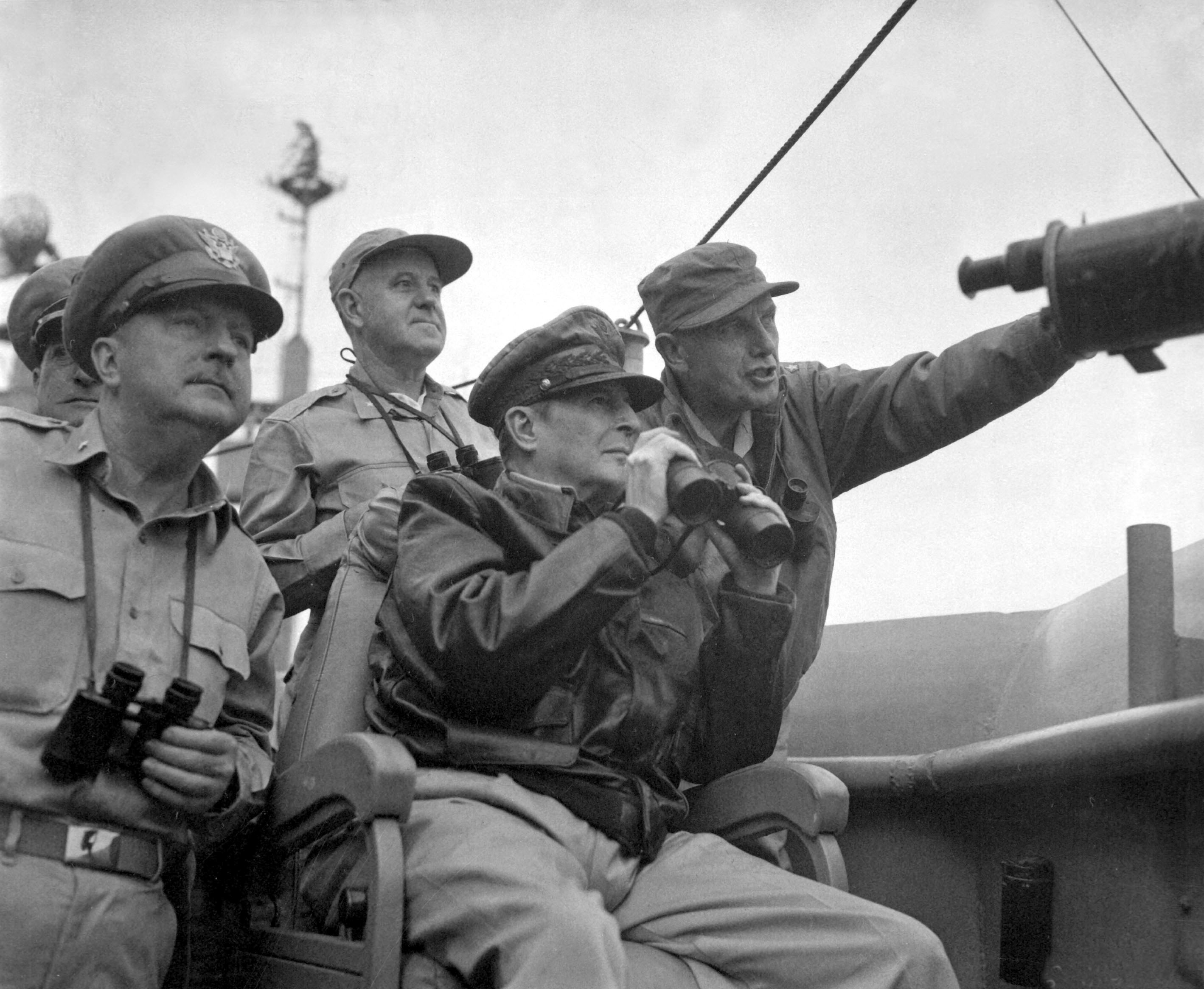
Podczas desantu pod Inczon

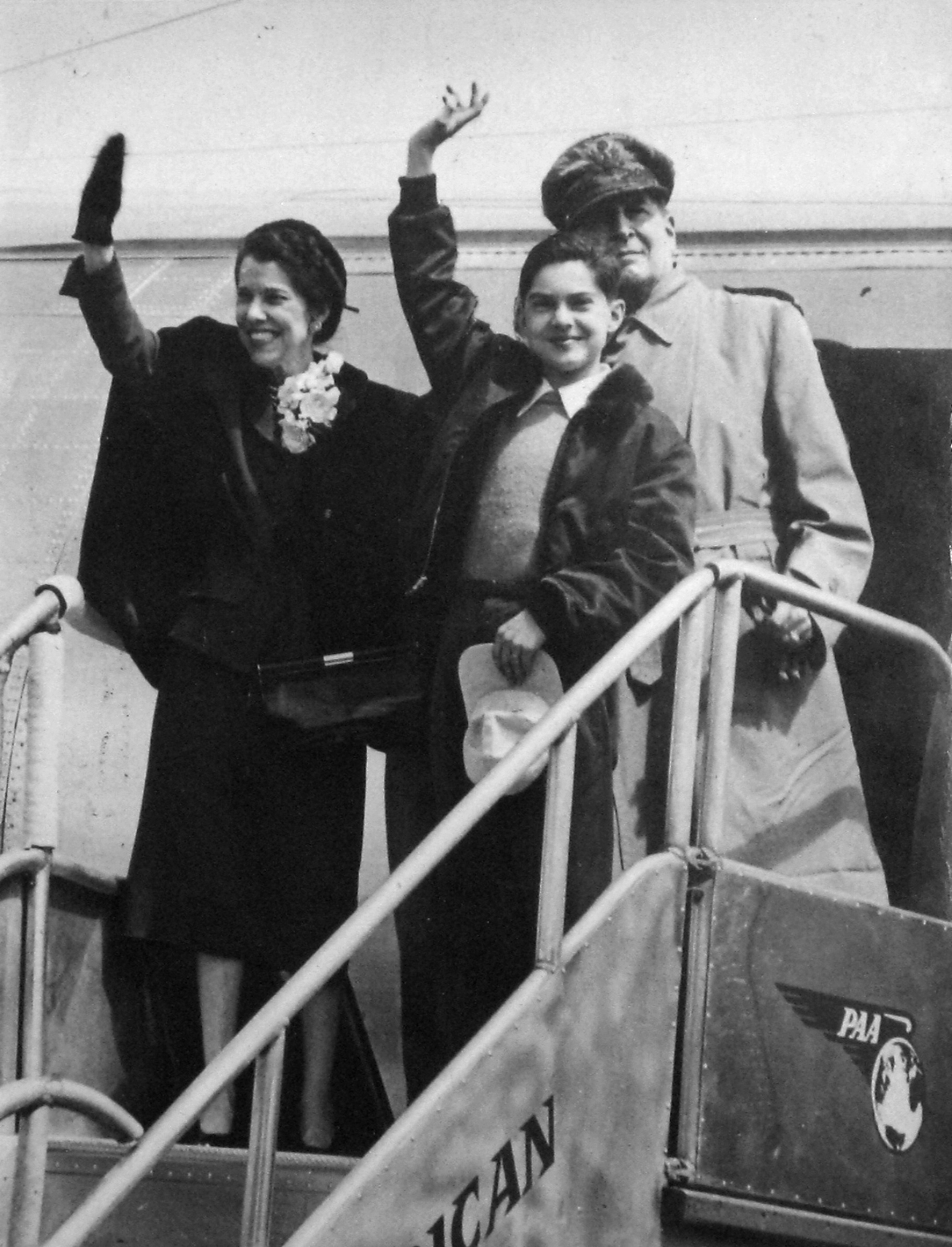
Z drugą żoną Jean i synem Arthurem w 1950

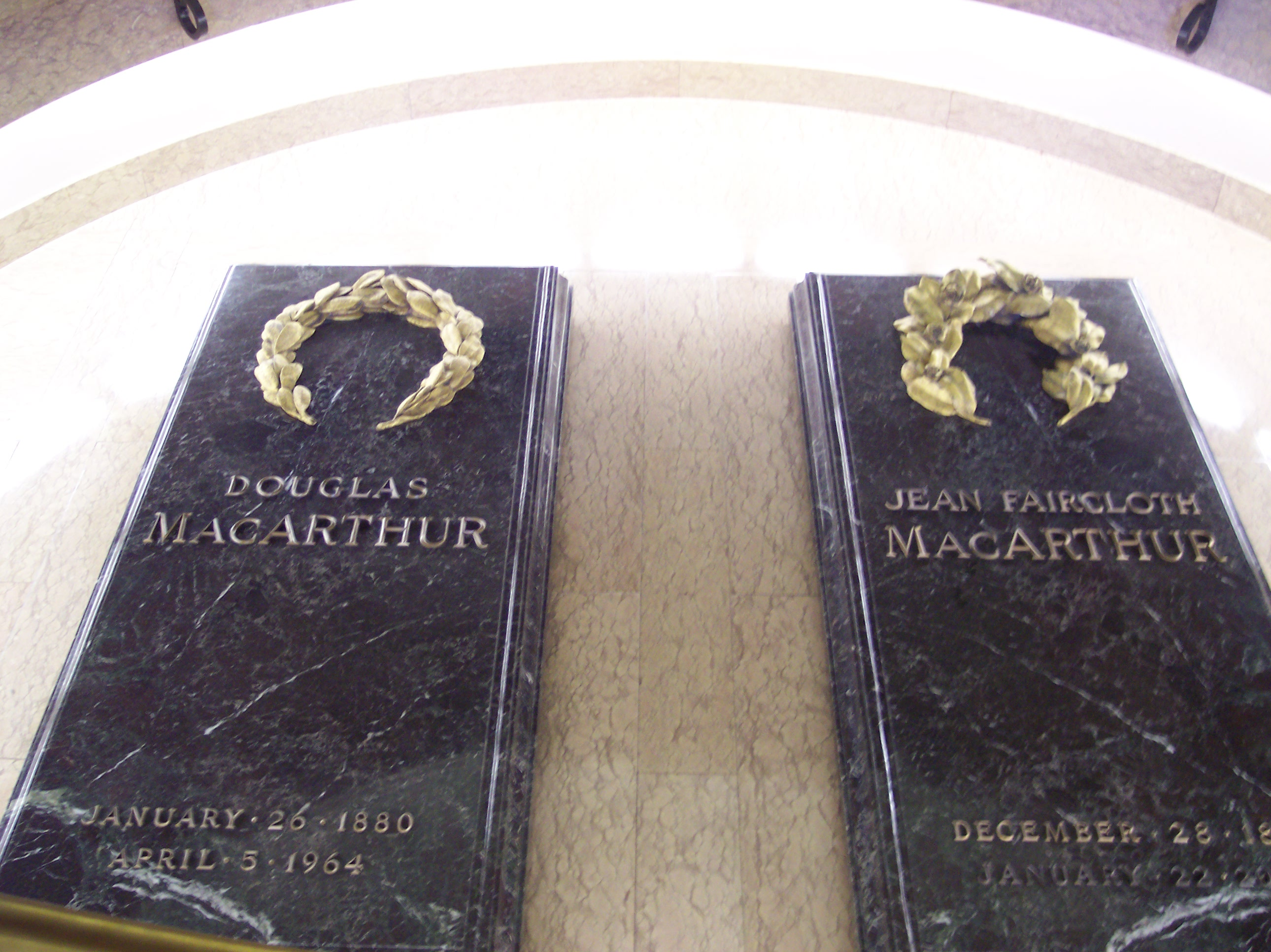
Nagrobek MacArthura i jego żony Jean

W styczniu 1950 MacArthur ukończył 70 lat i wszystko wskazywało na to, że jego stanowisko w Japonii będzie ostatnim przydziałem w jego karierze. Tak się jednak nie stało. 25 czerwca 1950 wybuchła wojna koreańska, w której Korea Północna podczas letniej ofensywy zyskała przewagę nad proamerykańską Koreą Południową. 7 lipca MacArthur stanął na czele utworzonych po raz pierwszy w historii sił interwencyjnych ONZ, złożonych z kontyngentów 17 państw (lecz głównie z żołnierzy amerykańskich) z kwaterą główną w Tokio. 15 września jego żołnierze dokonali desantu pod Inczon, który był wielkim sukcesem sił sprzymierzonych (armia KRLD została odcięta na półwyspie, straciła Seul, 20 tysięcy zabitych i 135 tysięcy jeńców) i przechylił szalę konfliktu na stronę sił ONZ.
Zwycięstwo pod Inczonem pozwoliło sprzymierzonym opanować prawie całe terytorium Korei Północnej z Pjongjangiem, aż do granicy z Chinami na rzece Jalu. To z kolei spowodowało zaangażowanie w wojnę sił Chińskiej Republiki Ludowej i kontratak blisko 300 tysięcy tzw. Chińskich Ochotników Ludowych, który zepchnął zaskoczone oddziały ONZ do defensywy. W odpowiedzi MacArthur chciał użyć przeciwko Chinom broni atomowej i półmilionowej armii Czang Kaj-szeka z Tajwanu, wielokrotnie domagał się od prezydenta Trumana pozwolenia na ataki atomowe przeciwko chińskim miastom. Truman nie chciał wydać na to zgody w obawie, że wciągnie to do konfliktu ZSRR i doprowadzi do III wojny światowej. Zawiedziony brakiem pozwolenia MacArthur zaczął donosić prasie, że wojna zakończy się amerykańską klęską.

### Dymisja
W marcu 1951 siły amerykańskie powstrzymały chińską ofensywę i sytuacja na froncie ustabilizowała się. Truman poinformował MacArthura o swojej intencji rozpoczęcia negocjacji w sprawie zawieszenia broni, co wykluczało rozszerzenie wojny na terytorium Chin. W odpowiedzi MacArthur postawił 24 marca własne ultimatum Chinom, w którym groził uderzeniem, które „doprowadzi czerwone Chiny na próg całkowitego krachu militarnego”. Truman uznał to za jawną niesubordynację i 11 kwietnia 1951 zdymisjonował generała. O samej dymisji MacArthur dowiedział się z radia, ponieważ Truman, lękając się jego reakcji, a przede wszystkim rezygnacji, nie poinformował go o niej osobiście. Douglas MacArthur odszedł po 52 latach służby w wojsku.

### Po dymisji
Na wieść o jego dymisji płakali cesarz Hirohito i prezydent Korei Południowej Rhee Syng-man. Dymisja MacArthura była szokiem dla społeczeństwa Stanów Zjednoczonych. Truman otrzymał tysiące telegramów z obelgami. Ocenia się, że dwie trzecie Amerykanów było jej przeciwnych.
Po swoim powrocie do Ameryki MacArthur był owacyjnie witany przez tłumy. Jego przejazd przez Nowy Jork 20 kwietnia 1951 – po 15 latach nieobecności w kraju – stał się triumfalną paradą. Jego przemowa do połączonych izb amerykańskiego Kongresu została przyjęta entuzjastycznie. „Stary żołnierz nigdy nie umiera, nigdy nie umiera, tylko odchodzi” – powiedział na jej zakończenie. Został „Człowiekiem Roku” (1951) magazynu „Time”. Spodziewano się, że MacArthur będzie ubiegał się o fotel prezydencki podczas wyborów w 1952. Z biegiem czasu jednak kulisy jego dymisji zaczynały docierać do opinii publicznej i entuzjazm dla jego kandydatury opadł. Ostatecznie MacArthur nie ubiegał się o fotel prezydencki, który zdobył inny generał z czasów wojny, Dwight Eisenhower.
Ostatnie lata życia MacArthur spędził na Manhattanie w Waldorf Towers. Na Daleki Wschód powrócił tylko raz, w 1961, zaproszony przez prezydenta Filipin na obchody 15-lecia wyzwolenia. W Manili witały go wówczas ponad 2 mln ludzi. Pod koniec życia stanowczo odradzał prezydentowi Johnsonowi interwencję w Wietnamie, przewidując, że będzie się ona toczyła w jeszcze bardziej niesprzyjających warunkach niż w Korei. Intensywnie też pracował nad swoimi wspomnieniami, wydanymi po raz pierwszy w Nowym Jorku w 1964 roku. Zmarł w niedzielę, 5 kwietnia tego samego roku na marskość wątroby w szpitalu Walter Reed Army Medical Center w Waszyngtonie. Jest pochowany wraz z żoną w Norfolk w bazie marynarki Naval Station Norfolk w specjalnym grobowcu rotundzie.

## Oceny
Douglas MacArthur uważany jest za jedną z najbardziej kontrowersyjnych postaci w dziejach nie tylko Stanów Zjednoczonych, ale całej historii powszechnej. Bernard Law Montgomery uważał go za jednego z najwybitniejszych dowódców II wojny światowej, ale są i tacy, którzy odmawiają mu jakichkolwiek talentów wojskowych. Miał zagorzałych wrogów i wielbicieli, ale niewielu przechodziło wobec niego obojętnie. Właśnie dlatego pozostaje jedną z najtrudniejszych do oceny postaci XX wieku.
W propagandzie komunistycznej był ignorowany albo opisywany negatywnie, ponieważ otwarcie głosił, że komunizm jest „złem, które należy zniszczyć”, walczył przeciw komunistom w Korei i Japonii, a w czasie II wojny światowej nie wykazał się żadnymi zasługami w Europie, więc z punktu widzenia bloku wschodniego był „nieważny”. Poza tym, pozwolił sobie na skomentowanie sowieckiego przystąpienia do wojny przeciw Japonii 8 sierpnia 1945 jako „próbę kradzieży owoców amerykańskiego zwycięstwa” i nie dopuścił do odegrania przez ZSRR jakiejkolwiek roli w trakcie okupacji Japonii. W propagandowej retoryce bloku wschodniego był symbolem amerykańskiego ekspansjonizmu „zagrażającego pokojowi światowemu”.

## Życie osobiste
MacArthur był dwukrotnie żonaty:
1. Louise Cromwell Brooks (1890–1965) – rozwódka poślubiona w 1922. Małżeństwo zakończyło się rozwodem w 1929.
2. Jean Marie Faircloth (1898–2000) – córka bankiera z Nashville, którą poznał w 1935 w trakcie rejsu do Manili i poślubił w 1937. Pozostawali w udanym związku do śmierci generała. Jean zmarła w sędziwym wieku 102 lat. Mieli syna – Arthura IV (ur. 1938).

W latach 20. przez kilka lat utrzymywał w Waszyngtonie kochankę – przywiezioną z Filipin tancerkę i aktorkę Isabel Rosario Cooper.
Codziennie czytał Biblię, a siebie samego określał jako jednego z dwóch największych obrońców chrześcijaństwa na świecie (drugim miał być papież).

## Pamięć
Obecnie imię Douglasa MacArthura noszą szkoły, place i ulice na terenie Stanów Zjednoczonych, Filipin, Japonii i Korei Południowej. Jego muzeum znajduje się w Norfolk. Na Filipinach jest bohaterem narodowym.

## Odznaczenia
- Medal Honoru
- Krzyż za Wybitną Służbę – trzykrotnie
- Medal Sił Lądowych za Wybitną Służbę – pięciokrotnie
- Medal Marynarki Wojennej za Wybitną Służbę
- Srebrna Gwiazda – siedmiokrotnie
- Zaszczytny Krzyż Lotniczy
- Brązowa Gwiazda z okuciem „V” – za męstwo
- Presidential Unit Citation – siedmiokrotnie
- Medal Lotniczy
- Purpurowe Serce – dwukrotnie
- Philippine Campaign Medal
- Mexican Service Medal
- Medal Zwycięstwa
- Medal Armii Okupacyjnej Niemiec
- Medal Amerykańskiej Służby Obronnej
- Medal Kampanii Azji-Pacyfiku
- Medal Zwycięstwa w II Wojnie Światowej
- Medal Armii Okupacyjnej
- Medal Służby Obrony Narodowej
- Medal Służby w Korei
- Medal ONZ za Służbę w Korei (ONZ)
- Czechosłowacki Wojskowy Order Lwa Białego „Za zwycięstwo” (Czechosłowacja)
- Krzyż Wielki Orderu Korony (Belgia)
- Krzyż Wojenny z palmą (Belgia)
- Krzyż Wojskowy I klasy (Belgia)
- Order Abdóna Calderóna I klasy (Ekwador)
- Wielki Komandor Legii Honorowej (Filipiny)
- Medal Wyzwolenia Filipin (Filipiny)
- Presidential Unit Citation (Filipiny)
- Krzyż Wielki Legii Honorowej (Francja)
- Médaille militaire (Francja)
- Krzyż Wojenny z brązową palmą (Francja)
- Krzyż Wojenny (Grecja)
- Order Oranje-Nassau I klasy (Holandia)
- Wielka Wstęga Kwiatu Paulowni Orderu Wschodzącego Słońca (Japonia)
- Order Białego Orła (Jugosławia)
- Presidential Unit Citation (Korea Południowa)
- Korean War Service Medal (Korea Południowa) – pośmiertnie
- Krzyż Wielki Orderu Carlosa Manuela de Céspedesa (Kuba)
- Medal Zasługi Wojskowej (Meksyk)
- Krzyż Srebrny Orderu Wojennego Virtuti Militari (Polska)
- Krzyż Wielki Orderu Odrodzenia Polski (Polska, 1932)[16]
- Wielka Wstęga Specjalna Orderu Drogocennego Trójnogu (Republika Chińska)
- Krzyż Wielki Orderu Łaźni, wojskowy (Wielka Brytania)
- Gwiazda Pacyfiku (Wielka Brytania)
- Order Wojskowy Włoch I klasy (Włochy)
- Krzyż Zasługi Wojennej (Włochy)

## Wpływy kulturowe
Jego postać lub aspekty jego działalności pojawiają się w wielu filmach fabularnych. W 1977 w Stanach Zjednoczonych odbyła się premiera filmu biograficznego Generał MacArthur, w którym w rolę generała wcielił się Gregory Peck.